# Operahuset i Odessa
Odessas nationella akademiteater för opera och balett (ukrainska: Одеський національний академічний театр опери та балету) är den äldsta teaterbyggnaden i Odessa, Ukraina. Teaterbyggnaden och Potemkintrappan är de mest kända byggnadsverken i staden.
Odessas första operahus invigdes år 1810, men förstördes i en brand 1873. Den nuvarande byggnaden uppfördes av arkitekbyrån Fellner & Helmer i nybarock-stil och invigdes 1887 efter tre års byggande. Den hästskoformade teatersalongen har en unik akustik som gör att även viskningar från scenen kan höras tydligt i hela salen. De senaste renoveringarna av operahuset genomfördes år 2007.

## Konstruktion
Byggnadens fasad är dekorerad i italiensk barockstil. I nischerna finns byster av Michail Glinka, Nikolaj Gogol, Aleksandr Gribojedov och Aleksandr Pusjkin. Den stora salongen är utformad i stil med Ludvig XVI:s tid och är rikt utsmyckad med förgyllda stuckaturer och figurer. Arkitekterna gav foajén hela tjugofyra utgångar för att minska risken för tragedi vid en eventuell brand. Till sidan om teatern finns en gräsmatta med planteringar av blommor och prydnadsbuskar.

## Bildgalleri

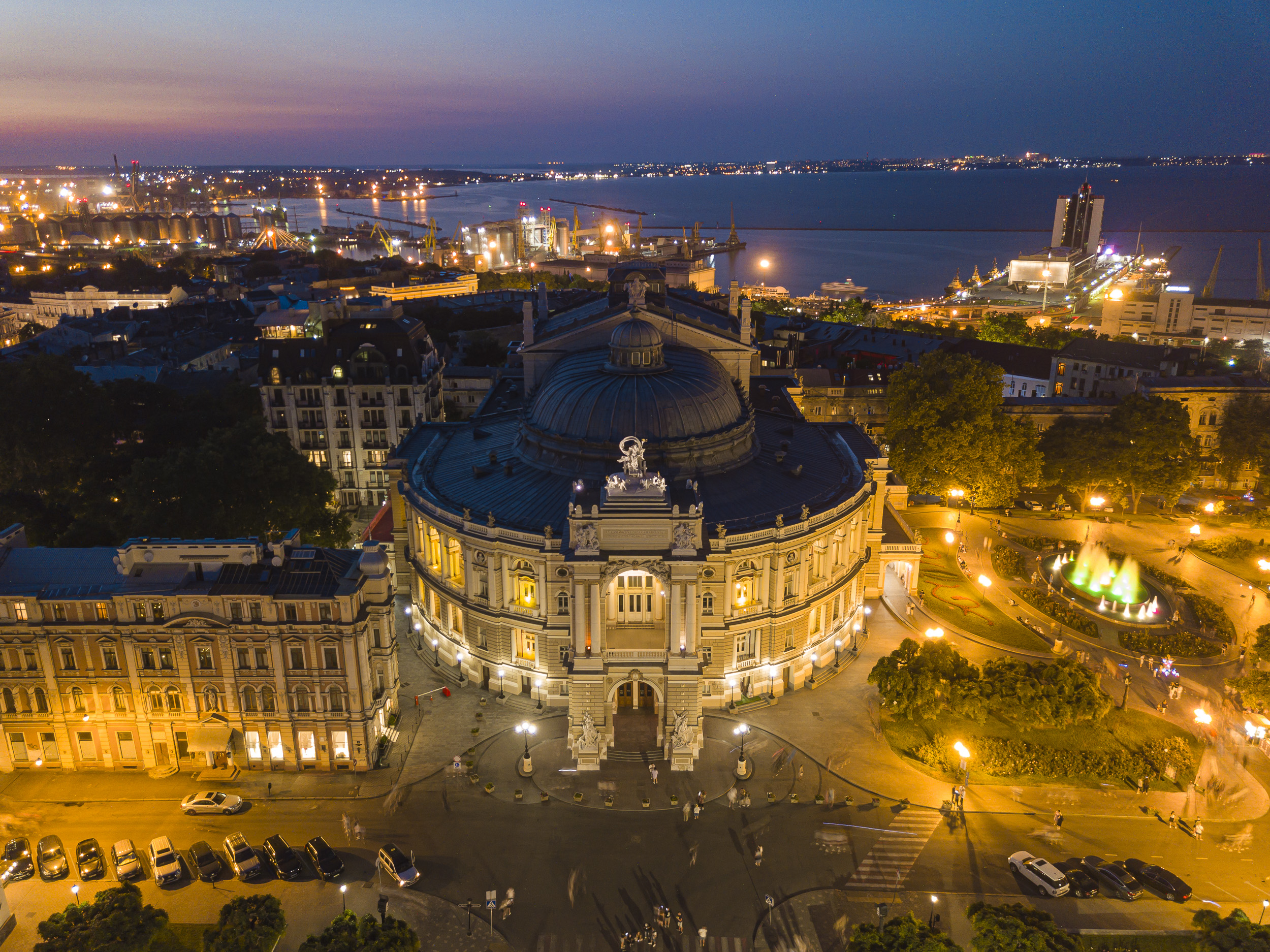
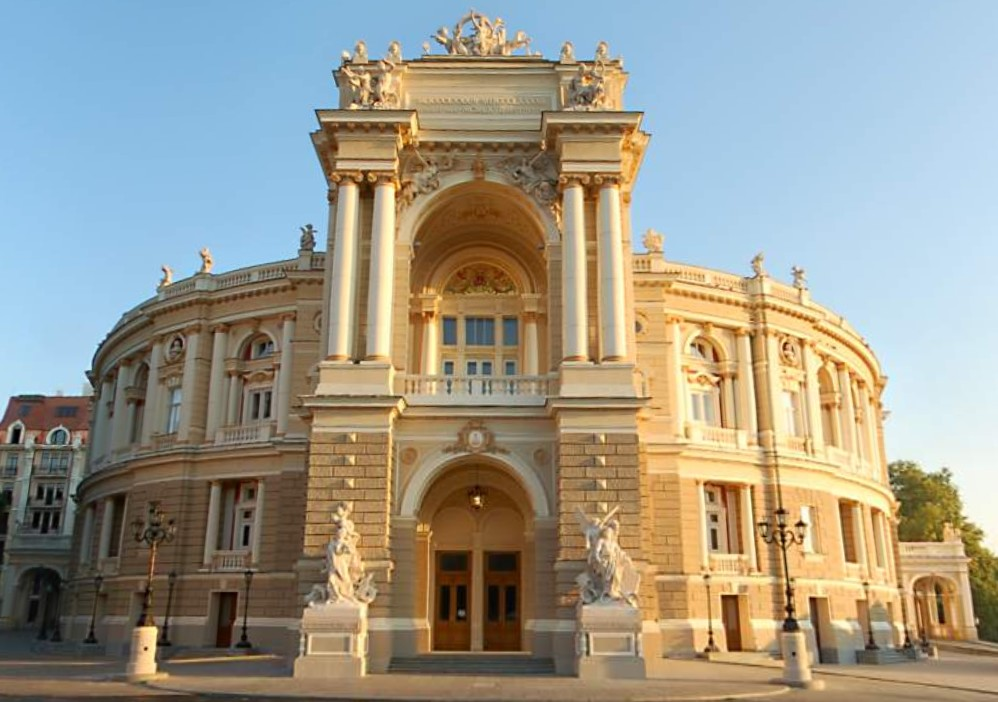
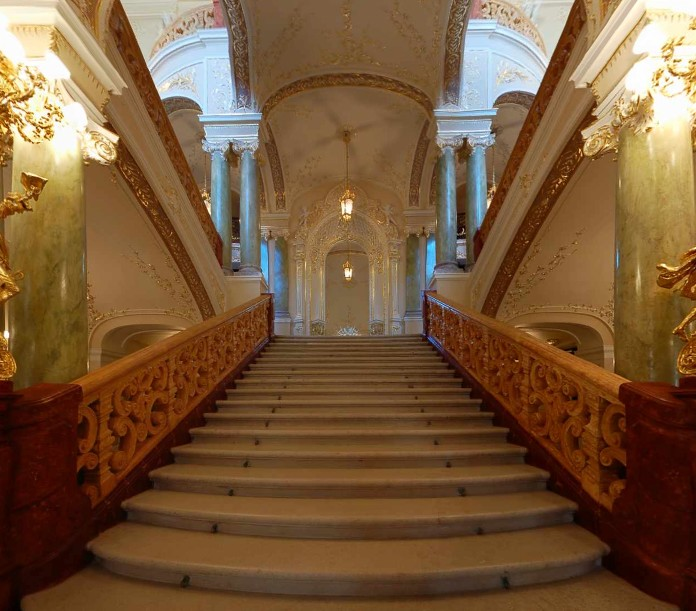
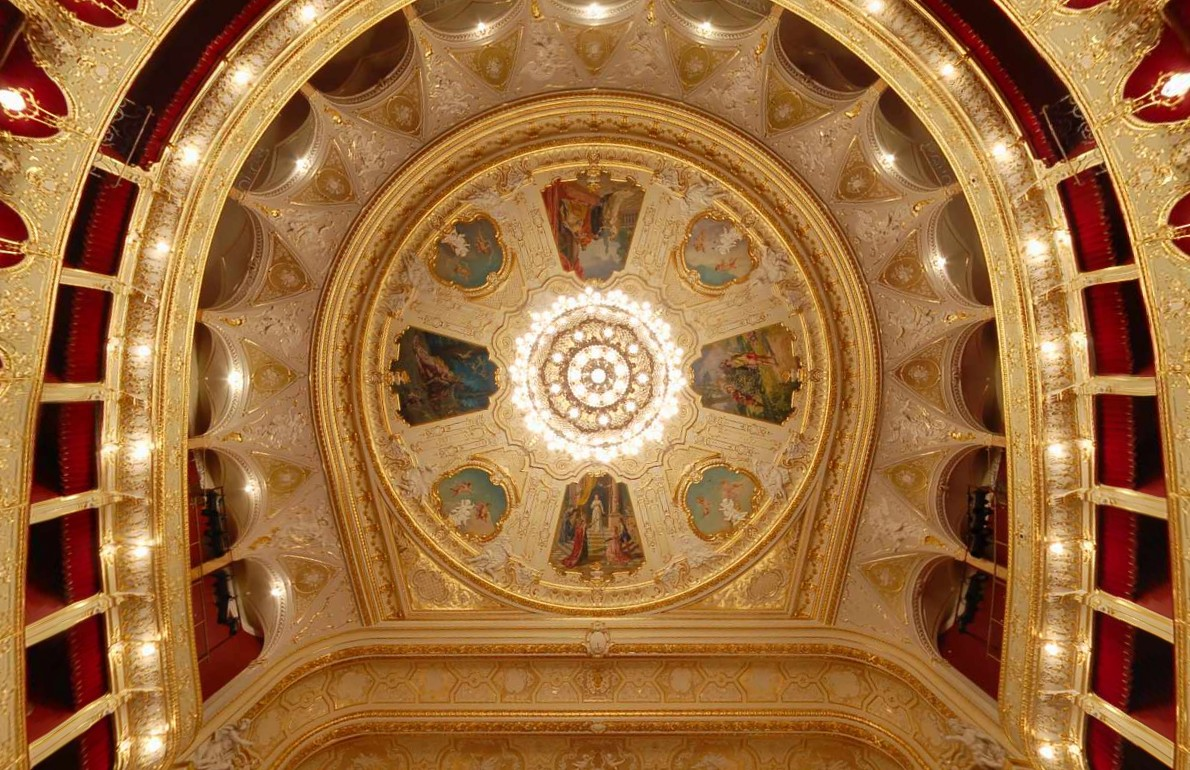
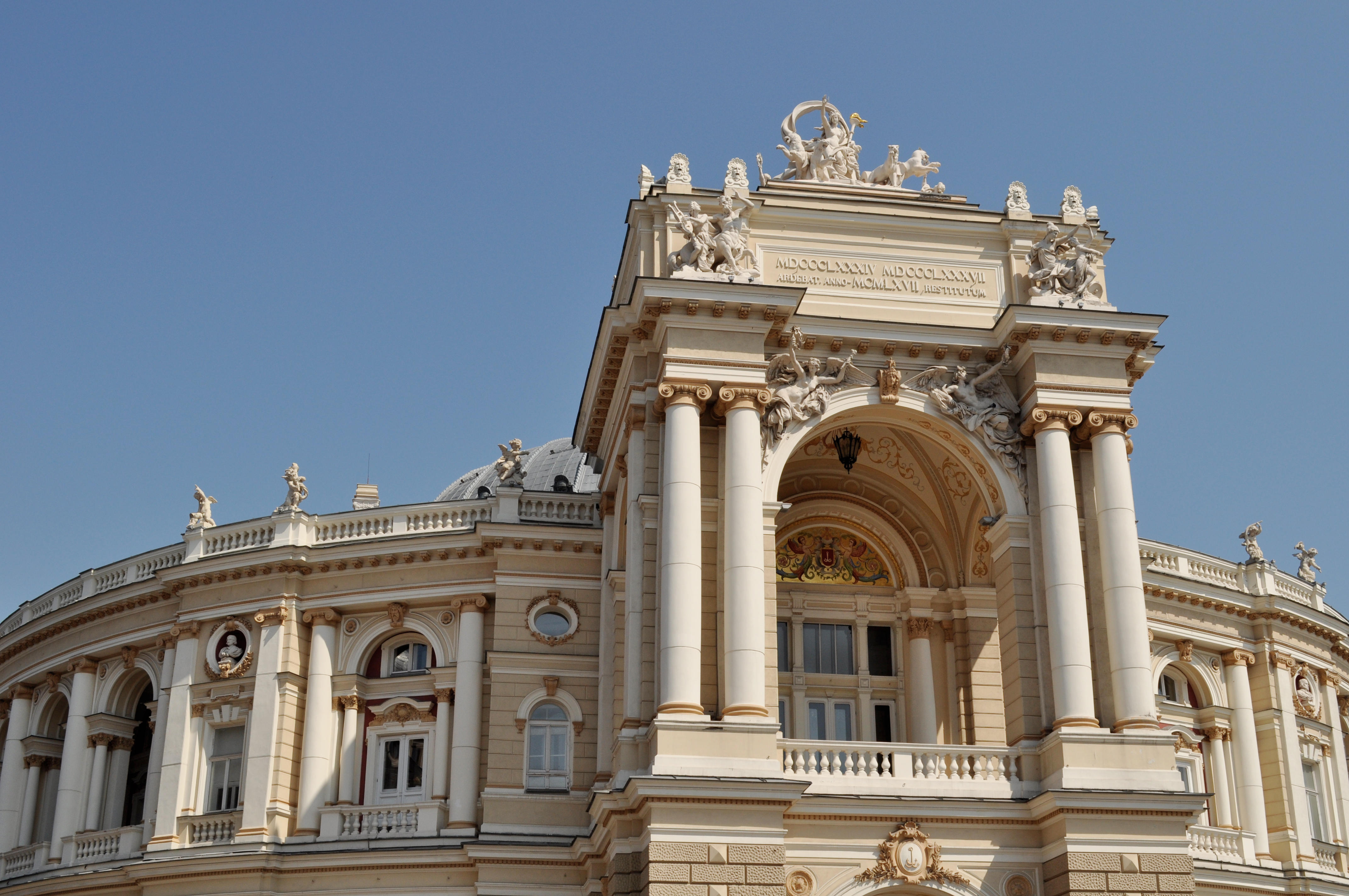